# Vatan Hadimi
„Vatan Hadimi” („Sługa Ojczyzny”) – gazeta krymskotatarska wydawana w latach 1906 –1908.

## Historia
17 października 1905 roku ukazał się w Rosji manifest znoszący surową cenzurę. Przyczyniło się to do rozwoju prasy. 1 maja 1906 roku w Karasubazarze ukazał się pierwszy numer gazety „Vatan Hadimi” („Sługa Ojczyzny”). Powstała ona z inicjatywy posła do II Dumy Państwowej Reşida Mediyeva. Była związana z rozwijającym się w latach 1905–1907 ruchem młodotatarskim. Karasubazar był wówczas trzecim co do liczby ludności tatarskiej miastem Krymu i był uważany za stolicę ruchu młodotatarskiego. Ruch ten zwracał uwagę na potrzebę rozbudzenia świadomości narodowej Tatarów, upowszechnienia oświaty (także wśród kobiet) i reform społecznych poprawiających sytuację najniższych warstw społeczeństwa. Należała do niego głównie tatarska inteligencja, przede wszystkim nauczyciele oraz słuchacze tatarskiej szkoły pedagogicznej w Symferopolu.
Ponieważ pismo było krytyczne wobec ważnych wydarzeń społecznych stało się niewygodne dla zaostrzającej się cenzury. Z tego powodu było kilkakrotnie zamykane. Na początku 1908 roku została zamknięta.

## Opis
Gazeta była wydawana w języku krymskotatarskim. W 1906 roku ukazywała się cztery razy, a od stycznia 1907 roku dwa razy w tygodniu. Zawierała następujące działy: Informacje rządowe, Zagadnienia lokalne i ogólnopaństwowe w Rosji, Nowości zza granicy, Kronika lokalna, Korespondencje, Dział informacyjny i Ogłoszenia.

## Redakcja
W drugim roku wydawnictwa redaktorem naczelnym był Hasan Sabri Ayvazov.